# ديفيد فيتر (سياسي)
ديفيد بروس فيتر (بالإنجليزية: David Bruce Vitter)‏ هو سياسي ومحامي أمريكي من الحزب الجمهوري ولد في يوم 3 مايو 1961 في مدينة نيو أورلينز في ولاية لويزيانا. شغل منصب سيناتور عن ولاية لويزيانا من سنة 2005 إلى سنة 2017.